# Цоллер, Петер
Петер Цоллер (нем. Peter Zoller; род. 16 сентября 1952, Инсбрук) — австрийский физик-теоретик. Лауреат премии Вольфа по физике 2013 года, медали Бенджанина Франклина, медали Дирака и медали им. Макса Планка. Профессор в Инсбрукском университете имени Леопольда и Франца. Член Австрийской академии наук и Леопольдины, иностранный член Нидерландской и Испанской королевских академий наук, НАН США.
Является одним из наиболее известных физиков в области квантовой оптики и квантовой информации.

## Биография
С 1962 по 1970 год обучался в гимназии. Степень доктора философии получил в Инсбрукском университете (1977). Затем более десяти лет являлся научным сотрудником в различных иностранных университетах.
С 1994 года работает в Инсбрукском университете. Читает лекции во многих университетах мира.
Член Американского физического общества (1993), Оптического общества Америки, Австрийского физического общества.
Член Австрийской академии наук (2001, член-корреспондент с 1999), Леопольдина (2010), Европейской академии наук (2012) и Европейской академии (2013), иностранный член Национальной академии наук США (2008), Нидерландской Королевской академии искусств и наук (2008) и Испанской королевской академии наук (2009), Американской академии искусств и наук.
Женат, трое детей: Михаэль (1978), Христиан (1981) и Клаудия (1990).

## Награды и отличия
- Премия города Инсбрук (1981)
- Премия Людвига Больцмана (1983)
- Премия Витгенштейна (1998)
- Премия имени Макса Борна (1998)
- Премия Шрёдингера (1998)
- Премия Гумбольдта (2000)
- Премия К. Иннитцера (2001)
- Тирольская премия естественных наук (2002)
- Шрёдингеровская лекция (Тринити-колледж, Дублин) (2002)
- Медаль им. Макса Планка (2005)
- Золотая медаль ЮНЕСКО им. Нильса Бора (2005)
- International Quantum Communication Award (2006)
- Медаль Дирака (2006)
- BBVA Foundation Frontiers of Knowledge Award (2008)
- Научная премия Южного Тироля (2009)
- Медаль Бенджамина Франклина (2010)
- Hamburger Preis für Theoretische Physik[нем.] (2011)
- Почётный доктор Амстердамского университета (2012)
- Премия Вольфа по физике (2013)
- Herbert-Walther-Preis[нем.] Оптического общества Америки (2016)
- Премия Уиллиса Лэмба (2018)
- Австрийский почётный крест «За науку и искусство» 1 класса (2022)[5]
- Почётный знак земли Тироль[нем.] (2023)[6]